# M.A.C.C.
M.A.C.C. was een eenmalige samenwerking tussen de vier Amerikaanse rockmuzikanten Mike McCready, Jeff Ament, Matt Cameron en Chris Cornell. 'M.A.C.C.' verwijst naar de beginletters van hun achternamen.
In 1993 coverden ze "Hey Baby (Land of the New Rising Sun)" van Jimi Hendrix voor het tributealbum Stone Free: A Tribute to Jimi Hendrix. Dit album bestaat uit veertien covers van Jimi Hendrix-songs door onder anderen Eric Clapton, The Cure, Buddy Guy, Seal en Slash.
McCready (gitarist van Pearl Jam), Ament (bassist van Pearl Jam), Cameron (drummer van Soundgarden en later van Pearl Jam) en Cornell (zanger van Soundgarden en later van Audioslave) werkten in 1990 al samen als Temple of the Dog, toen verder nog aangevuld met Eddie Vedder en Stone Gossard.